# Đại dịch COVID-19 tại Tokelau
Bài viết này ghi lại các tác động của đại dịch COVID-19 ở Tokelau, và có thể không bao gồm tất cả các phản ứng và biện pháp chính hiện đại.

## Dòng thời gian
Vào ngày 21 tháng 12 năm 2022, Tokelau đã xác nhận trường hợp COVID-19 đầu tiên của vùng lãnh thổ này.
Tính đến ngày 30 tháng 11 năm 2023, Tokelau ghi nhận 80 trường hợp mắc COVID-19.